# Fernando González
Fernando Francisco González Ciuffardi (sinh ngày 29 tháng 7 năm 1980 tại Santiago, Chile) là cựu vận động viên quần vợt chuyên nghiệp người Chile. Anh được biết đến như một trong những tay vợt có cú đánh thuận tay mạnh nhất.
González có thành tích là ít nhất vào đến tứ kết của tất cả các giải Grand Slam. Tại Úc mở rộng 2007, anh đã lọt tới trận chung kết nhưng đã thất bại trước tay vợt huyền thoại Roger Federer.
Trong sự nghiệp của mình, anh đã từng đánh bại rất nhiều tay vợt hàng đầu như: Lleyton Hewitt, Andre Agassi, Roger Federer, Novak Djokovic, Rafael Nadal, Andy Roddick, Juan Carlos Ferrero, Carlos Moyà, Gustavo Kuerten, Marat Safin, Juan Martín del Potro, Andy Murray và Pete Sampras.

## Các trận chung kết quan trọng

### Chung kết Grand Slam

#### Đơn: 1 ( 1 á quân)
| Kết quả | Năm  | Giải đấu        | Mặt sân | Đối thủ       | Tỷ số              |
| ------- | ---- | --------------- | ------- | ------------- | ------------------ |
| Thua    | 2007 | Australian Open | Cứng    | Roger Federer | 6–7(2–7), 4–6, 4–6 |

### Chung kết Olympic

#### Đơn: 2 (1 huy chương bạc, 1 huy chương đồng)
| Kết quả | Năm  | Giải đấu         | Mặt sân | Đối thủ      | Tỷ số              |
| ------- | ---- | ---------------- | ------- | ------------ | ------------------ |
| Đồng    | 2004 | Athens Olympics  | Cứng    | Taylor Dent  | 6–4, 2–6, 16–14    |
| Bạc     | 2008 | Beijing Olympics | Cứng    | Rafael Nadal | 3–6, 6–7(2–7), 3–6 |

#### Đôi: 1 (1 huy chương vàng)
| Kết quả | Năm  | Giải đấu        | Mặt sân | Đồng đội      | Đối thủ                         | Tỷ số                        |
| ------- | ---- | --------------- | ------- | ------------- | ------------------------------- | ---------------------------- |
| Vàng    | 2004 | Athens Olympics | Hard    | Nicolás Massú | Nicolas Kiefer Rainer Schüttler | 6–2, 4–6, 3–6, 7–6(9–7), 6–4 |

### Chung kết Masters Series

#### Đơn: 2 (2 á quân)
| Kết quả | Năm  | Giải đấu | Mặt sân  | Đối thủ       | Tỷ số         |
| ------- | ---- | -------- | -------- | ------------- | ------------- |
| Thua    | 2006 | Madrid   | Cứng (i) | Roger Federer | 5–7, 1–6, 0–6 |
| Thua    | 2007 | Rome     | Đất nện  | Rafael Nadal  | 2–6, 2–6      |

## Chung kết ATP

### Singles: 22 (11 danh hiệu, 11 á quân)
| Giải đấu                          |
| --------------------------------- |
| Grand Slam tournaments (0–1)      |
| Olympic Games (0–1)               |
| ATP World Tour Finals (0–0)       |
| ATP World Tour Masters 1000 (0–2) |
| ATP World Tour 500 Series (0–1)   |
| ATP World Tour 250 Series (11–6)  |

| Mặt sân       |
| ------------- |
| Cứng (2–6)    |
| Đất nện (8–3) |
| Cỏ (0–0)      |
| Thảm (1–2)    |

| Kết quả | Thắng-Thua | Ngày                 | Giải đấu                              | Mặt sân  | Đối thủ          | Tỷ số                    |
| ------- | ---------- | -------------------- | ------------------------------------- | -------- | ---------------- | ------------------------ |
| Thắng   | 1.         | 8 tháng 5 năm 2000   | Orlando, Mỹ                           | Đất nện  | Nicolás Massú    | 6–2, 6–3                 |
| Thắng   | 2.         | 17 tháng 2 năm 2002  | Viña del Mar, Chile                   | Đất nện  | Nicolás Lapentti | 6–3, 6–7(5–7), 7–6(7–4)  |
| Thắng   | 3.         | 29 tháng 9 năm 2002  | Palermo, Ý                            | Đất nện  | José Acasuso     | 5–7, 6–3, 6–1            |
| Thua    | 1.         | 27 tháng 10 năm 2002 | Basel, Thụy Sĩ                        | Thảm (i) | David Nalbandian | 4–6, 3–6, 2–6            |
| Thua    | 2.         | 3 tháng 8 năm 2003   | Washington, D.C., Mỹ                  | Cứng     | Tim Henman       | 3–6, 4–6                 |
| Thua    | 3.         | 5 tháng 10 năm 2003  | Metz, Pháp                            | Cứng (i) | Arnaud Clément   | 3–6, 6–1, 3–6            |
| Thắng   | 4.         | 15 tháng 2 năm 2004  | Viña del Mar, Chile (2)               | Đất nện  | Gustavo Kuerten  | 7–5, 6–4                 |
| Thua    | 4.         | 18 tháng 7 năm 2004  | Amersfoort, Hà Lan                    | Đất nện  | Martin Verkerk   | 6–7(5–7), 6–4, 4–6       |
| Thắng   | 5.         | 17 tháng 1 năm 2005  | Auckland, New Zealand                 | Cứng     | Olivier Rochus   | 6–4, 6–2                 |
| Thua    | 5.         | 6 tháng 2 năm 2005   | Viña del Mar, Chile                   | Đất nện  | Gastón Gaudio    | 3–6, 4–6                 |
| Thắng   | 6.         | 24 tháng 7 năm 2005  | Amersfoort, Hà Lan                    | Đất nện  | Agustín Calleri  | 7–5, 6–3                 |
| Thắng   | 7.         | 30 tháng 10 năm 2005 | Basel, Thụy Sĩ                        | Thảm (i) | Marcos Baghdatis | 6–7(8–10), 6–3, 7–5, 6–4 |
| Thua    | 6.         | 15 tháng 10 năm 2006 | Vienna, Áo                            | Cứng (i) | Ivan Ljubičić    | 3–6, 4–6, 5–7            |
| Thua    | 7.         | 23 tháng 10 năm 2006 | Madrid, Tây Ban Nha                   | Cứng (i) | Roger Federer    | 5–7, 1–6, 0–6            |
| Thua    | 8.         | 29 tháng 10 năm 2006 | Basel, Thụy Sĩ                        | Thảm (i) | Roger Federer    | 3–6, 2–6, 6–7(3–7)       |
| Thua    | 9.         | 28 tháng 1 năm 2007  | Australian Open, Melbourne, Australia | Cứng     | Roger Federer    | 6–7(2–7), 4–6, 4–6       |
| Thua    | 10.        | 13 tháng 5 năm 2007  | Rome, Ý                               | Đất nện  | Rafael Nadal     | 2–6, 2–6                 |
| Thắng   | 8.         | 16 tháng 9 năm 2007  | Beijing, Trung Quốc                   | Cứng     | Tommy Robredo    | 6–1, 3–6, 6–1            |
| Thắng   | 9.         | 3 tháng 2 năm 2008   | Viña del Mar, Chile (3)               | Đất nện  | Juan Mónaco      | W/O                      |
| Thắng   | 10.        | 4 tháng 5 năm 2008   | Munich, Đức                           | Đất nện  | Simone Bolelli   | 7–6(7–4), 6–7(4–7), 6–3  |
| Thua    | 11.        | 17 tháng 8 năm 2008  | Summer Olympics, Beijing, Trung Quốc  | Cứng     | Rafael Nadal     | 3–6, 6–7(2–7), 3–6       |
| Thắng   | 11.        | 8 tháng 2 năm 2009   | Viña del Mar, Chile (4)               | Đất nện  | José Acasuso     | 6–1, 6–3                 |

### Trận tranh huy chương đồng Olympic
| Kết quả | Thắng-Thua | Ngày                | Giải đấu        | Mặt sân | Đối thủ     | Tỷ số           |
| ------- | ---------- | ------------------- | --------------- | ------- | ----------- | --------------- |
| Đồng    | 1.         | 21 tháng 8 năm 2004 | Athens Olympics | Cứng    | Taylor Dent | 6–4, 2–6, 16–14 |

### Đôi: 4 (3 danh hiệu, 1 á quân)
| Legend                            |
| --------------------------------- |
| Grand Slam tournaments (0–0)      |
| Olympic Games (1–0)               |
| ATP World Tour Finals (0–0)       |
| ATP World Tour Masters 1000 (0–0) |
| ATP World Tour 500 Series (0–0)   |
| ATP World Tour 250 Series (2–1)   |

| Mặt sân       |
| ------------- |
| Cứng (1–0)    |
| Đất nện (1-1) |
| Cỏ (0–0)      |
| Thảm (1–0)    |

| Kết quả | Thắng-Thua | Ngày                 | Giải đấu                        | Mặt sân  | Đồng đội         | Đối thủ                         | Tỷ số                        |
| ------- | ---------- | -------------------- | ------------------------------- | -------- | ---------------- | ------------------------------- | ---------------------------- |
| Thắng   | 1-0        | 21 tháng 8 năm 2004  | Summer Olympics, Athens, Hy Lạp | Cứng     | Nicolás Massú    | Nicolas Kiefer Rainer Schüttler | 6–2, 4–6, 3–6, 7–6(9–7), 6–4 |
| Thắng   | 2-0        | 10 tháng 4 năm 2005  | Valencia, Tây Ban Nha           | Đất nện  | Martín Rodríguez | Lucas Arnold Ker Mariano Hood   | 6–4, 6–4                     |
| Thua    | 2-1        | 23 tháng 7 năm 2005  | Amersfoort, Hà Lan              | Đất nện  | Nicolás Massú    | Martín García Luis Horna        | 4–6, 4–6                     |
| Thắng   | 3-1        | 29 tháng 10 năm 2005 | Basel, Thụy Sĩ                  | Thảm (i) | Agustín Calleri  | Stephen Huss Wesley Moodie      | 7–5, 7–5                     |

### Giải đấu đồng đội
| Kết quả | Thắng-Thua | Ngày                | Giải đấu                       | Mặt sân | Đồng đội                    | Đối thủ                                                     | Tỷ số |
| ------- | ---------- | ------------------- | ------------------------------ | ------- | --------------------------- | ----------------------------------------------------------- | ----- |
| Thắng   | 1.         | 24 tháng 5 năm 2003 | World Team Cup Düsseldorf, Đức | Đất nện | Nicolás Massú Marcelo Ríos  | Jiří Novák Radek Štěpánek                                   | 2–1   |
| Thắng   | 2.         | 22 tháng 5 năm 2004 | World Team Cup Düsseldorf, Đức | Đất nện | Adrián García Nicolás Massú | Wayne Arthurs Paul Hanley Lleyton Hewitt Mark Philippoussis | 2–1   |